# ブランドイメージ
ブランドイメージとは経営学用語の一つ。社会や消費者が持っている商品に付与されているブランドに対するイメージのことをいう。また商品に付与されているブランドが消費者に対して発せられているイメージのことをいうこともある。このブランドイメージというのは企業の経営に影響を与えるという事柄であり、不祥事などという社会においての問題を起こすようなことがあったならば、その商品のブランドイメージは悪化するとともに、そのブランドを所持している企業の経営というものも悪化するということである。逆にブランドイメージが良くなったならば、その企業の経営は良くなるということであるから、企業の中にはブランドイメージを良くすることを目的とした改革を行っているという所も存在する。